# بارت ولدکمپ
بارت ولدکمپ (انگلیسی: Bart Veldkamp؛ زادهٔ ۲۲ نوامبر ۱۹۶۷) اسکیت‌باز سرعت اهل هلند-بلژیک بود.